# 徐景藩
徐景藩（1928年1月—2015年3月11日），男，江苏吴江人，中国中医学家，江苏省中医院原院长、主任医师、教授，首届国医大师，白求恩奖章获得者。